# No Line on the Horizon
No Line on the Horizon és el dotzè àlbum d'estudi de la banda irlandesa de rock U2, llançat al mercat el 27 de febrer de 2009. L'àlbum és el primer d'U2 des del How to Dismantle an Atomic Bomb del 2004, el buit més important entre àlbums en la carrera de la banda. Inicialment estava previst editar el material com a dos EP, titulats Daylight i Darkness, però la banda va decidir al final combinar-los en un de sol. El fotògraf Anton Corbijn va gravar una pel·lícula, anomenada Linear, per ser editada conjuntament amb l'àlbum, i inclosa en algunes de les edicions especials del disc.
U2 va començar a treballar en l'àlbum el 2006 amb el productor musical Rick Rubin, però van arxivar gran part del material d'aquelles sessions. Des del juny de 2007 fins al desembre de 2008, la banda va col·laborar amb Brian Eno i Daniel Lanois, qui van produir i co-escriure alguens de les noves cançons. La composició i l'enregistrament van dur-se a terme als Estats Units, el Regne Unit, Irlanda i el Marroc. El grup va voler editar No Line on the Horizon el novembre de 2008; després de compondre de 50 a 60 cançons, van posposar el llançament perquè volien continuar escrivint.
Prèviament al llançament del disc, U2 van anunciar que la involucració d'Eno i Lanois en el projecte, així com l'estada de la banda a Fez, Marroc, havia donat com a resultat un disc més experimental que els dos anteriors; la banda va comparar el salt en l'estil amb el qual s'havia donat entre The Joshua Tree (1987) i Achtung Baby (1991). Sobre el llançament, No Line on the Horizon va rebre en general una crítica favorable, tot i que molts van ressaltar que no era tan experimental com s'havia suggerit. El disc no va ser tant reeixit comercialment com s'havia previst, i la banda va expressar el seu descontentament per les relatives baixes vendes. Des de l'any 2009, U2 va promocionar l'àlbum amb la gira U2 360° Tour. La banda ha revelat plans per a llançar un disc de continuació, amb el nom de Songs of Ascent.

## Gravació i producció

### Sessions cancel·lades amb Rick Rubin
L'any 2006, U2 va començar a treballar en la continuació de How to Dismantle an Atomic Bomb (2004), col·laborant amb el productor Rick Rubin al sud de França i als estudis d'Abbey Road a Londres.

Aquest mateix any, el grup va llançar dues cançons d'aquestes sessions a l'àlbum recopilatori U218 Singles: un cover de la banda Skids "The Saints Are Coming" juntament amb Green Day, i Window in the Skies". El gener de 2007, el cantant Bono va dir que U2 tenia la intenció de prendre en el seu següent àlbum una direcció musical diferent dels seus llançaments anteriors. Va dir: 
| «      | "We're gonna continue to be a band, but maybe the rock will have to go; maybe the rock has to get a lot harder. But whatever it is, it's not gonna stay where it is." | » |
| — Bono | |   |

| «      | "Seguirem sent una banda, però potser el rock ha de desaparèixer; potser el rock ha de tornar-se molt més dur. Però, sigui el que sigui, no es quedarà on és" | » |
| — Bono | |   |

Rubin va encoratjar per un "retorn als inicis" i volia que l'enfocament de grup passés per portar cançons acabades a l'estudi. I aquest enfocament entrà en conflicte amb "l'estil lliure" de gravació d'U2. Amb el temps va decidir finalitzar la gravació amb Rubin, el material d'aquestes sessions va ser deixat de banda, encara que la banda va expressar el seu interès a revisar el material en el futur. Posteriorment, U2 fitxa a Brian Eno i Daniel Lanois com a productors principals i co-escriptors. Steve Lillywhite també va ser fitxat per a produir algunes de les pistes del disc.

### Sessions amb Brian Eno i Daniel Lanois
U2 va començar les sessions de treball amb Eno i Lanois el juny de 2007. Bono havia acceptat una invitació per assistir al World Sacred Music Festival, i va convidar-hi als companys de la banda, així com a Eno i Lanois, ha assistir-hi. Van llogar el riad de l'hotel Riad Yacout, i el van convertir en un estudi de gravació improvisat. Tenien la intenció de crear "himnes del futur", cançons que es tocarien per sempre.

El grup va passar dues setmanes a Fez. L'enregistrament fet durant el festival va exposar el grup a la música indú i jueva, al cant sufí i a la percussió Joujouka. Les influències exòtiques van inspirar al grup a aconseguir un so més experimental. El baixista Adam Clayon va comentar respecte a la música que havien escoltat a Fez: 
| «              | "la música que vam escoltar a Fez tenia un primitivisme (...) però hi havia una sensació d'un altre món, hi havia aquesta connexió amb l'escala àrab". | » |
| — Adam Clayton | |   |

Eno va insistir al bateria Larry Mullen, Jr. que utilitzés un kit de bateria electrònica. La banda va comentar que algunes de les cançons concebudes durant aquestes sessions no eren adequades perquè sonessin a la ràdio o bé per a tocar-les en directe. L'obertura aèria del riad va permetre al grup escoltar la piuladissa d'ocells - tal com van enregistrar en la introducció d'"Unknown Caller". Les cançons "Moment of Surrender", "White as Snow", "No Line on the Horizon" i "Unknown Caller" es van compondre durant aquest temps; cada pista es va enregistrar en una sola gravació. En abandonar Fez, la banda va gravar als estudis Hanover Quay de Dublín, Platinum Sound Recording a la ciutat de Nova York, i a Olympic de Londres.
"... realment, res d'aquella música experimental va aparèixer en el disc ... perquè sonava sintètic. Sonava com algun tipus de complement de 'música del món'. Estic segur que hauria aconseguit que algunes persones diguessin, oh!, que interessant, que han incorporat la música del nord d'Àfrica, però en realitat no sonava convincent. Estàvem molt impressionats per la música mentre estàvem allà, però no hi havia manera realista o emocionalment satisfactòria de d'incorporar-la a la música que estàvem fent, així que al final no es va mostrar molt d'ella." 
En les entrevistes de pre-llançament, U2 va comparar la mesura del seu torn d'espera en l'estil musical a la d'Achtung Baby.
La banda va reduir les activitats experimentals, però, Mullen Jr. va assenyalar, "en un determinat moment, la realitat colpeja, i vas a, 'Què farem amb tot això?' Editarem tota aquesta navegació experimental, o anirem a tocar algunes cançons que en surtin?"
Bono compartia aquesta opinió, afirmant que "Vam ser tan lluny en el cant sufí i l'espècie d'èxtasi davant de la música, que havíem de trobar un terreny i contrapunt." Eno va comentar que moltes de "les cançons més contemplatives i aventureres cançons" van descartar-se, atribuint a la falta de música d'inspiració africana al seu so "sintètic" i poc convincent si es combinava amb altres cançons.
Clayton va filmar els progressos de la banda durant la producció de l'àlbum; aquests vídeos es van estar disponibles per als usuaris registrats de la web U2.com. El 16 d'agost de 2008, un fan va gravar diverses cançons que sonaven des de la casa de Bono a Èze, França. Aquests clips de platja es van pujar al YouTube, però van ser eliminats a causa d'una petició d'Universal Music. El novembre del 2008, el guitarrista d'U2, The Edge, va confirmar que l'àlbum en el qual estaven treballant es titularia No Line on the Horizon i van remarcar que la banda s'havia d'espavilar per completar les mescles per arribar a temps a la data de llançament del febrer. En una entrevista a Q, el grup va revelar que el raper will.i.am havia treballat amb ells en la peça "I'll Go Crazy If I Don't Go Crazy Tonight".
El desembre de 2008, U2 va estar enregistrant als Olympic Studios de Londres, fent els últims retocs al disc i canviant-ne algunes parts del seu contingut. El grup s'havia planejat editar el material com a dos EPs, amb els títols de Daylight i Darkness, però durant aquestes sessions es va decidir compilar-ne les millors cançons en un sol àlbum. La banda va lluitar per a completar "Stand Up Comedy", una cançó en la qual havien estat treballant des de les sessions de Fez 16 mesos abans. La cançó havia passat per múltiples iteracions i títols, incloent-hi "For Your Love" i "Stand Up". U2 va tallar-ne la cançó "Winter", una peça que Eno els havia pressionat per a completar, i "Every Breaking Wave", que van retallar per a reduir la durada de l'àlbum. "Winter" apareix en la pel·lícula complementària Linear, d'Anton Corbijn, i al film de guerra del 2009, Brothers. Ambdues cançons s'havia esmentat en les revisions pre-llançament del disc.
La banda va canviar molts dels nos de les pistes durant l'enregistrament, retitulant "French Disco" com a "Magnificient" i "Crazy Tonight" a "I'll Go Crazy If I Don't Go Crazy Tonight". "Chromium Chords" va esdevenir "Tripoli", i finalment "Fez – Being Born". La banda a "Fez – Being Born" i "Get on your Boots" com a inici del disc, però al final es van decidir per "No Line on the Horizon". Al fina de les sessions, la banda va decidir incloure "White as Snow", una tranquil·la cançó sobre un soldat moribund a l'Afganistan, per a donar el contrapunt i equilibrar les anteriors melodies més roqueres. Exceptuant aquesta pista, U2 va escollir excloure el tema de la guerra d'aquest àlbum. A principis del desembre de 2008, Clayton va declarar, "aquests és definitivament, l'última setmana d'enregistrament. Però, de nou, la setmana passada va ser sens dubte l'última setmana de gravació, i la setmana abans d'això. Els últimes sessions al final van tenir lloc a finals d'aquell mes. No Line on the Horizon es va dedicar a Rob Partridge, qui van signar el contracte del primer disc de la banda el 1979 i que va morir de càncer a finals de 2008.

### Linear
Linear, una pel·lícula dirigida per Anton Corbijn, està inclosa en el digipak, magazine, box, i edicions de luxe d'iTunes de l'àlbum. La idea per fer el film es va originar d'un vídeo d'U2 del juny 2007, durant el qual Corbijn va demanar a la banda romandre quieta mentres filmava per a crear una "fotografia en pel·lícula"; la banda no es va moure, però els objectes al voltant d'ells ho va fer. Impressionat, el grup va creure que l'experiència d'escoltar l'àlbum en línia podria ser millorada amb imatges en moviment. El maig de 2008, es va encarregar Corbijn que crees la pel·lícula Corbijn ha afirmat que Linear no és un vídeo musical, sinó que és "una nova forma d'escoltar un disc" i "una nova forma d'usar el cinema per connectar-se a la música".
El film està basat en una història de Corbijn i Bono, i inclou alguns dels personatges creats per Bono per a l'àlbum. La trama se centra en un oficial París en moto, interpretat per Saïd Taghmaoui, el personatges està decebut amb la seva vida i el conflicte entre els immigrants i la policia a la ciutat, provocant que se'n vagi a veure la seva xicota a Trípoli. L'ordre de les cançons a la pel·lícula representa No Line on the Horizon tal com era el maig de 2008.
Una de les localitzacions on Anton Corbijn va rodar va ser La Cantina de Llinars, restaurant situat a la carretera que va de Berga a Sant Llorenç de Morunys, concretament al quilòmetre 18, prop del poble de Capolat.

### Songs of Ascent
El mes de febrer de 2009, Bono va comentar que cap a finals d'any U2 volia llençar un àlbum conformat pel material descartat de les sessions de No Line on the Horizon. Bono el va etiquetar com "un àlbum més meditatiu sobre el tema de l'emigració". Provisionalment titulat Songs of Ascent, volia ser un llançament en paral·lel a No Line on the Horizon, similar a la relació de Zooropa amb Achtung Baby El juny de 2009, Bono va explicar que l'àlbum únicament es publicaria si la seva qualitat era superior a la de No Line on the Horizon. El desembre de 2009 un informe comentava que U2 havia estat treballant a l'estudi amb l'objectiu d'un llançament a mig 2010
A desembre 2009 informe es diu que U2 ha estat treballant en l'estudi amb l'objectiu d'un comunicat de mitjan 2010. La banda va desvelar que el primer single estava destinat a ser "Every Breaking Wave".
L'abril de 2010, el manager d'U2 Paul McGuinness va confirmar que l'àlbum no es finalitzaria al juny, però va comentar que un llançament "abans del final de l'any és cada vegada més probable." L'octubre de 2010, Bono va declarar que el nou àlbum el produiria Danger Mouse, i que 12 cançons ja s'havien completat. També va assenyalar que U2 estava treballant en un àlbum de música club seguint l'esperit dels "remixes d'U2 en el decenni de 1990". McGuinness va dir que el proper àlbum estava programat per a fer el llançament a principis de 2011. El desembre de 2010, Will.i.am confirmà que co-produirïa la pròxima producció amb Danger Mouse. El febrer de 2010, McGuinness va declarar que l'àlbum estava gairebé acabat i va donar una data temptativa del maig de 2011, encara que va assenyalar que Songs of Ascent ja no era el títol probable.

## Composició
"... it's a very personal album. These are very personal stories even though they are written in character and, in a way, they couldn't be further from my own politics. But, in the sense of the peripheral vision, there's a world out there. As the old blues song goes, a world gone wrong. You can feel it just at the edges—the war in Iraq, the dark clouds on the horizon. But there is also a deliberate shutting out of that in order to focus on more personal epiphanies." 
Durant les sessions a Hanover Quay el 2008, Bono va comentar que es començava "cansar de [escriure] la primera persona", que el va portar a escriure cançons des de la perspectiva de diferents personatges. Es va inventar "un policia de trànsit, un drogoaddicte i un soldat en servei a l'Afganistan."
Encara que cada personatge parla sobre una història personal, el tema subjacent de l'àlbum és la visió perifèrica, esdeveniments que tenen lloc en un món més ampli, "just als voltants". Bono ho descrivia com a "imprescindible per a la comprensió d'aquest àlbum". No obstant això, mentre els protagonistes van narrant, hi ha un "tancat" intencional en aquest món més ampli, de manera que el focus roman en les seves epifanies personals".
La narrativa que el grup originalment planejava per a l'àlbum va veure's interromput en les setmanes finals de les sessions a causa de canvis en el llistat de cançons. El gener de 2008, Bono revelava que els números eren significatius en moltes de les cançons. El febrer de 2009, va remarcar que l'àlbum es partia en terços; la primera part la descrivia com "un món sencer en si mateix, i arribes a un lloc extasiant", i la segona com una "càrrega de singles". L'última part es componia de cançons que són "un territori inusual" per a la banda.

## Llista de cançons
| Núm.          | Títol                                       | Lletra            | Música                                   | Productor                             | Durada |
| ------------- | ------------------------------------------- | ----------------- | ---------------------------------------- | ------------------------------------- | ------ |
| 1.            | «No Line on the Horizon»                    | Bono              | U2, Brian Eno, Daniel Lanois             | Eno, Lanois, Steve Lillywhite         | 4:12   |
| 2.            | «Magnificent»                               | Bono and The Edge | U2, Eno, and Lanois                      | Eno, Lanois, Lillywhite               | 5:24   |
| 3.            | «Moment of Surrender»                       | Bono              | U2, Eno, Lanois                          | Eno, Lanois                           | 7:24   |
| 4.            | «Unknown Caller»                            | U2, Eno, Lanois   | U2, Eno, Lanois                          | Eno, Lanois, Lillywhite               | 6:03   |
| 5.            | «I'll Go Crazy If I Don't Go Crazy Tonight» | Bono              | U2                                       | Lillywhite, will.i.am, Declan Gaffney | 4:14   |
| 6.            | «Get on Your Boots»                         | Bono              | U2                                       | Eno, Lanois, Gaffney                  | 3:25   |
| 7.            | «Stand Up Comedy»                           | Bono              | U2                                       | Eno, Lanois, Lillywhite               | 3:50   |
| 8.            | «Fez – Being Born»                          | Bono              | U2, Eno, Lanois                          | Eno, Lanois                           | 5:17   |
| 9.            | «White as Snow»                             | U2, Eno, Lanois   | Traditional; arranged by U2, Eno, Lanois | Eno, Lanois                           | 4:41   |
| 10.           | «Breathe»                                   | Bono              | U2                                       | Lillywhite                            | 5:00   |
| 11.           | «Cedars of Lebanon»                         | Bono              | U2, Eno, and Lanois                      | Lanois                                | 4:13   |
| Durada total: | Durada total:                               | Durada total:     | Durada total:                            | Durada total:                         | 53:43  |

| 12. | «No Line on the Horizon 2» | Bono | U2, Eno, and Lanois | U2 | 4:07 |

| 13. | «Get on Your Boots» (Crookers remix) | Bono | U2 | Eno, Lanois, Gaffney | 4:27 |